# سانتا لوچیا دی پیاوه
سانتا لوچیا دی پیاوه (به ایتالیایی: Santa Lucia di Piave) یک کومونه در ایتالیا است که در استان ترویزو واقع شده‌است. سانتا لوچیا دی پیاوه ۱۹ کیلومتر مربع مساحت و ۸٬۴۷۵ نفر جمعیت دارد و ۶۲ متر بالاتر از سطح دریا واقع شده‌است.